# Lamina (protista)
Lamina es un género de foraminífero bentónico de la subfamilia Ammomarginulininae, de la familia Lituolidae, de la superfamilia Lituoloidea, del suborden Lituolina y del orden Lituolida. Su especie tipo es Orbignyna (Lamina) irreperta. Su rango cronoestratigráfico abarca desde el Campaniense hasta el Maastrichtiense (Cretácico superior).

## Discusión
Clasificaciones previas incluían Lamina en el suborden Textulariina del orden Textulariida, o en el orden Lituolida sin diferenciar el suborden Lituolina.

## Clasificación
Lamina incluye a las siguientes especies:
- Lamina irreperta †
- Lamina parana †